# 狄仁傑
狄 仁傑（てき じんけつ、拼音：Dí Rénjié、貞観4年（630年） - 久視元年9月26日（700年11月11日））は、中国唐代の政治家。字は懐英。并州太原県の出身。高宗・中宗・睿宗・武則天に仕えた。唐代で太宗の時期に続いて安定していたといわれる武則天の治世において最も信頼され、長年に渡って宰相を務めた。

## 経歴

### 高宗時代
祖父の狄孝緒は尚書左丞、父の狄知遜は夔州長史であった。幼年時代に、周囲に構わずに書を読みふけり、これを責められると、「聖賢の言葉が詰まった書をおいて、なぜ、俗吏の言葉に耳を傾ける暇があるのか？」と答えたという話が残っている。
科挙の明経に合格し汴州参軍に就任したが、胥吏の誣告に遭った時、汴州を視察していた画家としても高名な閻立本にその才を認められた。その推薦によって并州法曹参軍に抜擢された。その頃、同僚の鄭崇質が絶域への使者に選ばれたが、彼の母が老いていることを理由に、上司に代わりに行くことを懇願した。このため、上司たちは常々「北斗より南、狄公（狄仁傑）以上の賢人はいない」と語っていたと伝えられる。
やがて朝廷に召されて大理丞となる。1年間で、獄に滞っていた罪人1万7千人を処理し、ただの一人も冤罪を訴えるものはいなかった。
儀鳳元年（676年）、左威衛大将軍の権善才と左監門中郎将の范懐義の二人が、家を増築するために依頼した樵夫が誤って昭陵（太宗の墓地）の木を伐ってしまった。
高宗はこの二人を大逆罪として処刑する意思を表明し、群臣もこれに賛同した。しかし、狄仁傑はこれに反対し、「両名を死罪には出来ません。陵域の木を切る者を死罪に処すとの法律がないからです」と述べた。高宗は怒ったが、狄仁傑の直言は聞き入れられ、両名は死罪を免れ嶺南と流刑に決まった。数日後に、狄仁傑は侍御史に昇進した。また、左司郎中の王本立が横暴であったため、告発した。そのため、王本立は罰せられたため、朝廷は粛然としたと伝えられる。
さらに、朝散大夫が加えられ、度支郎中に昇進する。高宗が洛陽に赴く際、妬女祠があり、祟りをなすため道を別にとるように提案があった時、「天子が行くのに、妬女が害できるはずもない」として、却下した。このため、高宗から「真の大丈夫なり！」と称えられた。

### 中宗・睿宗時代
垂拱2年（686年）、寧州刺史となり、異民族を安んじ、人心を得て、徳政碑が建てられるほどであった。そのため、御史の郭翰が巡察に来た時、その治績を認められ、朝廷への推薦を受け、朝廷にもどり、冬官侍郎に任命される。
垂拱4年（688年）、江南道巡撫大使として、呉楚地方に多かった淫祠、千七百ヶ所を焚く。その後、文昌左丞となり、豫州刺史となった。この時、越王李貞の反乱に加わったとして連座される者が六・七百家もあり、五千人が官奴とされ、二千人が死罪となっていた。狄仁傑は、彼らが無実であることを密奏し、太后となっていた武則天の許しを得て、流罪に変えた。流罪にあった人により、至るところで徳政碑が立てられる。
また、越王李貞を討伐した唐軍の最高責任者である宰相の張光輔が賄賂を求めるのを拒否し、逆に降伏してきたものを殺して手柄としているのを責め立てる。そのため、不遜として復州刺史へ左遷させられ、さらに洛州司馬まで降格させられた。

### 武則天の時代
天授2年（691年）、武則天に認められ、都に呼び戻され、地官侍郎・同平章事に任命される。 その筋の通った発言、諫言によって武則天のさらなる信任を得る。
長寿元年（692年）、酷吏出身の官僚である来俊臣により、謀反を企んだと告発を受ける。狄仁傑は監視と拷問を緩めるため、謀反をあえて認めたが、酷吏の懐柔に対しては、自殺を図ることであくまで拒む。さらに、免状を書き衣の中にいれて、外にいた子の狄光遠に渡す。この免状は武則天に届き、狄仁傑と面会した武則天によって出獄。その後、彭沢県令に左遷させられた。
万歳通天元年（696年）、契丹が冀州を陥落させ河北が動揺したため、魏州刺史に任命される。前任の刺史が民を全て城に入れ、城を守る準備していたが、「契丹は遠く離れており、必要はない。万が一の時は、私が当たればいいだけで、百姓を労すことはない」として民を農村に帰した。その後契丹は退いていき、各地で徳政碑が立てられた。また、幽州都督に任じられる。
神功元年（697年）、朝廷に帰り、鸞台侍郎・同平章事に任じられる。この時、異民族との戦いで軍事に力をいれすぎていることを諫め、異民族の王に僻地を支配させ（羈縻政策）、攻められた際には防御に徹し清野の計を行うことを進言している。進言は採用はされなかったが、識者は同意したと伝えられる。
同年、武則天の甥にあたる武承嗣と武三思が太子の座を狙って色々な画策をした。これについて武則天が迷っていた時、狄仁傑は従容としてこれを諫めて曰く、
「昔、太宗は風雨にさらされ、矢玉をおかし、自ら非常な苦難を乗り越えて、天下を平定し、これを子孫に伝えました。また高宗は二人の皇子を陛下にお託しになったのです。しかるに今、皇位を他の血族に移し変えようとなされるのは、天意ではないと存じます。かつ、叔母と甥の間柄と、母子の間柄とは、どちらが親しみ深いと考えられますか。陛下が御子をお立てになられましたなら、陛下崩御ののち、太廟に合祀されて、永く御子孫からの御供物をお受けになることが出来ますが、甥をお立てになりましたなら、甥が天子となって、その叔母を太廟に合祀した者のあることを聞いたことがございません」
武則天は家族の問題であると一度は諫言を拒絶したが、狄仁傑は「王者は四海を家とする。全てのものが家族であり、宰相である自分があずかり知らぬはずもない」と食いさがった。ために武則天は二人の甥を退け、以前に短期間帝位についた後に廃された、高宗の子の廬陵王李顕（中宗）を召還し、改めて皇太子として立てたと伝えられる。これによって唐王朝に戻る基礎が出来上がった。
聖暦元年（698年）、武則天から人材の推薦を求められ、子の狄光嗣を推薦した。狄光嗣は地官員外郎に任じられ優秀であり、武則天からさらなる信任を受けた。また、元帥となった太子の代わりに、突厥討伐に知元帥事として従事し、武則天に自ら見送られている。突厥は略奪を行った後に逃げ去り、十万の兵で追ったが追いつかなかった。この時、河北道安撫大使となり、突厥に脅されて従っていたものたちを許すように奏上し、聞き届けられている。
久視元年（700年）、内史に任じられる。武則天からの恩寵が比が無いほどで、彼が契丹からの投降と官位授与を認めるように進言した李楷固や駱務整は、契丹討伐において手柄を立てたため、また賞された。さらに、武則天が仏教に溺れないように度々諫言し、仏教や僧が国家を侵害する実体を幾度も訴えた。そのため大仏製作の労役を中止したと伝えられる。

### その死
武則天は、狄仁傑を尊重して名前で呼ばずに「国老」と呼び、朝廷で討論の末には武則天が折れることが多く、拝礼と宿直を免除するほどであった。狄仁傑は病気と老齢を理由に退職を願ったが、武則天は許さなかった。同年に死去した時には、武則天も涙を流して悲しみ、「朝堂が、空となった！」と語るほどであった。後日、朝廷で議論が決定しない時は、「天はなぜ、自分から国老を奪ったのだ」と嘆いたと伝えられる。
武則天に文昌右相を贈られ、文恵と贈り名された。その後、中宗に司空を、睿宗に梁国公を贈られる。開元年間に、李邕によって「梁公別伝」が撰されている。
狄仁傑は多くの優れた人材を推挙したことでも知られる。特に宰相に推薦した張柬之は狄仁傑によって推挙され、のちに同じく彼が推薦した桓彦範・敬暉とともに、武則天の力が弱まったときに退位を迫り、唐朝を再び興した。また、彼によって登用された人々は、宰相となった姚崇を筆頭に、のちに開元の治と呼ばれる玄宗の時代の唐の絶頂期を演出する原動力となった。

### 狄仁傑の息子
狄仁傑の息子に、狄光嗣と狄景暉がいる。
狄光嗣は、司府丞、地官員外郎、州刺史を歴任する。開元7年（719年）、汴州刺史から揚州大都督府長史に転じ、汚職の罪によって、歙州別駕に降格された後、死去している。
狄景暉は、魏州の司功参軍となったが、貪婪暴虐に民を苦しめた。そのため、魏州の人々はその父親である狄仁傑の祠を壊し、復元されることはなかった。

## 伝記資料
- 『旧唐書』巻八十九 列伝第三十九 狄仁傑伝
- 『新唐書』巻百十五 列伝第四十 狄仁傑伝
- 『資治通鑑』

## 狄公案と関連作品
狄仁傑は、後世から包拯らとともに、公案小説の題材としてとられ、清代には、作者不明の『狄公案』（武則天四大奇案とも）が出版されている。前半では、県令時代の狄仁傑の公案小説が、後半はその後の中央官僚としての活躍を描いた小説となっている。また、近年でもドラマや映画の題材にとられている。

### 狄仁傑を主人公とした文芸作品
- 狄仁傑の不思議な事件簿 簡約版・『狄公案』 有坂正三訳（文芸社 2007年）

「狄公案」の最後までを、ダイジェストに翻訳したもの。
- 『ディー判事シリーズ』ロバート・ファン・ヒューリック著（三省堂 1989年）

地方官時代の狄仁傑を、あたかも包拯の如き名判事に見立て、各地の難事件を解決していくという筋立ての作品。なお、4人の助手は「狄公案」の登場人物からとられている。
1. 『中国黄金殺人事件』大室幹雄訳 ISBN 4385348014
2. 『中国鉄釘殺人事件』松平いを子訳 ISBN 4385348022
3. 『中国湖水殺人事件』大室幹雄訳 ISBN 4385348030
4. 『中国梵鐘殺人事件』松平いを子訳 ISBN 4385348049
5. 『中国迷路殺人事件』松平いを子訳 ISBN 4480029311 ちくま文庫 1995年刊行

- 『ディー判事シリーズ』ロバート・ファン・ヒューリック著（早川書房 ハヤカワポケットミステリ）

1. 『真珠の首飾り』和爾桃子訳 ISBN 978-4-15-001698-2 刊行日: 2001年2月9日
2. 『雷鳴の夜』和爾桃子訳 ISBN 978-4-15-001729-3 刊行日: 2003年4月16日
3. 『観月の宴』和爾桃子訳 ISBN 978-4-15-001744-6 刊行日: 2003年12月10日
4. 『紅楼の悪夢』和爾桃子訳 ISBN 978-4-15-001752-1 刊行日: 2004年6月11日
5. 『五色の雲』和爾桃子訳 ISBN 978-4-15-001763-7 刊行日: 2005年1月14日
6. 『柳園の壷』和爾桃子訳 ISBN 978-4-15-001774-3 刊行日: 2005年8月9日
7. 『南海の金鈴』和爾桃子訳 ISBN 978-4-15-001781-1 刊行日: 2006年1月6日
8. 『白夫人の幻』和爾桃子訳 ISBN 978-4-15-001789-7 刊行日: 2006年7月7日
9. 『北雪の釘』和爾桃子訳 ISBN 978-4-15-001793-4 刊行日: 2006年11月8日
10. 『東方の黄金』和爾桃子訳 ISBN 978-4-15-001804-7 刊行日: 2007年9月14日
11. 『紫雲の怪』和爾桃子訳 ISBN 978-4-15-001809-2 刊行日: 2008年2月15日
12. 『江南の鐘』和爾桃子訳 ISBN 978-4-15-001816-0 刊行日: 2008年9月5日
13. 『沙蘭の迷路』和爾桃子訳 ISBN 978-4-15-001823-8 刊行日: 2009年4月9日
14. 『水底の妖』和爾桃子訳 ISBN 978-4-15-001829-0 刊行日: 2009年10月9日
15. 『螺鈿の四季』和爾桃子訳 ISBN 978-4-15-001832-0 刊行日: 2010年1月7日
16. 『寅申の刻』和爾桃子訳 ISBN 978-4-15-001844-3 刊行日: 2011年2月4日

### 狄仁傑を題材にした作品
映画
ツイ・ハーク監督シリーズ
- 2010年 中国・香港『王朝の陰謀 判事ディーと人体発火怪奇事件』－アンディ・ラウ 演
- 2013年 中国・香港『ライズ・オブ・シードラゴン 謎の鉄の爪』－マーク・チャオ 演
- 2018年 中国『王朝の陰謀 闇の四天王と黄金のドラゴン』－マーク・チャオ 演

その他
- 2018年 中国『王朝の陰謀 判事ディーと天空の塔』－サムール・チャン 演
- 2019年 中国『王朝の陰謀 武則天殺人事件』－リー・ションロン 演
- 2020年 中国『王朝の陰謀 謎の壁画と舞姫殺人事件』－ドー・インフン 演
- 2020年 中国『王朝の陰謀 判事ディーと天空のドラゴン』－ルオ・イークン 演
- 2020年 中国『王朝の陰謀 恐怖の人体実験と黒死病』－ベニー・チャン 演

テレビドラマ
- 1986年 中国『狄仁傑断案伝奇』－孫承政 演
- 2001年 中国『護国良相狄仁傑』－寇世勲 演
- 2004年 中国『神探狄仁傑』－梁冠華 演
- 2005年 中国『月上江南-狄仁傑洗冤録』－ボビー・アウヨン 演
- 2010年 中国『神探狄仁傑前伝』－富大龍 演
- 2011年 台湾『神断狄仁傑』－梁冠華 演
- 2012年 香港『盛世仁傑』－ケント・チェン 演

アニメ
- 『少年狄仁傑』